# Dámaso E. Palacio
 Dámaso Emeterio Palacio (Santiago del Estero, 13 de octubre de 1855 - Buenos Aires, Argentina, 6 de marzo de 1923) fue un abogado y juez argentino que se desempeñó como ministro de la Corte Suprema de Justicia desde 1910 hasta 1923, ejerciendo el cargo hasta su muerte. Fue nombrado en comisión por el presidente José Figueroa Alcorta y luego convalidado por el Senado. Fue el último juez de la Corte Suprema en ser designado en comisión, asumir su cargo y ser convalidado por el Senado.

## Biografía
Sus padres fueron Dámaso Palacio Izpizúa y Nepomucena Achával Vieyra y Palacio estudió en el Colegio Monserrat de Córdoba y se doctoró en leyes en la Universidad Nacional de Córdoba en 1880. Ejerció profesión y el periodismo, y fue ministro del gobernador Marcos Juárez de Córdoba. Fue profesor del Colegio Monserrat, del cual llegó a ser Rector, y de la Facultad de Derecho, en donde ocupó altos cargos por 1890. Adhirió al movimiento cultural que despertó el “Ateneo Científico y Literario de Córdoba”.
En su provincia natal fue miembro de su Suprema Corte de Justicia, diputado nacional entre 1882 y 1886, gobernador entre 1898 y 1901, senador nacional por su provincia y nuevamente gobernador entre 1908 y 1910. Integró la Convención constituyente de la provincia que dictó la Constitución de 1903.
Por decreto del 21 de abril de 1910 el presidente José Figueroa Alcorta lo nombró en comisión para integrar la Corte Suprema de Justicia de la Nación para reemplazar al juez Octavio Bunge y, una vez obtenido el acuerdo del Senado, confirmó su nombramiento por decreto del 3 de junio de ese año. Permaneció en el cargo hasta su fallecimiento ocurrido en Buenos Aires el 6 de marzo de 1923.